# 5 000 mètres masculin aux championnats du monde d'athlétisme 2019
Pour un article plus général, voir Championnats du monde d'athlétisme 2019.
Navigation
Londres 2015 Eugene 2022
L'épreuve du 5 000 mètres masculin des championnats du monde de 2019 se déroule les 27 et 30 septembre 2019 dans le Khalifa International Stadium, à Doha, au Qatar. Elle est remportée par l’Éthiopien Muktar Edris.

## Médaillés
| Or           | Argent         | Bronze         |
| Muktar Edris | Selemon Barega | Mohammed Ahmed |

## Résultats

### Finale
| Rang               | Nom                      | Nationalité | Temps          | Notes |
| ------------------ | ------------------------ | ----------- | -------------- | ----- |
| Médaille d'or      | Muktar Edris             | Éthiopie    | 12 min 58 s 85 | SB    |
| Médaille d'argent  | Selemon Barega           | Éthiopie    | 12 min 59 s 70 |       |
| Médaille de bronze | Mohammed Ahmed           | Canada      | 13 min 01 s 11 |       |
| 4                  | Telahun Haike Bekele     | Éthiopie    | 13 min 02 s 29 |       |
| 5                  | Jakob Ingebrigtsen       | Norvège     | 13 min 02 s 93 |       |
| 6                  | Jacob Krop               | Kenya       | 13 min 03 s 08 | PB    |
| 7                  | Paul Chelimo             | États-Unis  | 13 min 04 s 60 | SB    |
| 8                  | Nicholas Kipkorir Kimeli | Kenya       | 13 min 05 s 27 |       |
| 9                  | Birhanu Balew            | Bahreïn     | 13 min 14 s 66 |       |
| 10                 | Justyn Knight            | Canada      | 13 min 26 s 63 |       |
| 11                 | Hassan Mead              | États-Unis  | 13 min 27 s 05 |       |
| 12                 | Stewart McSweyn          | Australie   | 13 min 30 s 41 |       |
| 13                 | Henrik Ingebrigtsen      | Norvège     | 13 min 36 s 25 |       |
| 14                 | Isaac Kimeli             | Belgique    | 13 min 44 s 29 |       |
| 15                 | Filip Ingebrigtsen       | Norvège     | DNF            | DNF   |

### Séries
Les 5 premiers de chaque série (Q) et les 5 plus rapides (q) se qualifient pour la finale.
| Rang | Série | Nom                           | Nationalité     | Temps    | Notes |
| ---- | ----- | ----------------------------- | --------------- | -------- | ----- |
| 1    | 2     | Paul Chelimo                  | États-Unis      | 13:20.18 | Q     |
| 2    | 2     | Telahun Haile Bekele          | Éthiopie        | 13:20.45 | Q     |
| 3    | 2     | Filip Ingebrigtsen            | Norvège         | 13:20.52 | Q     |
| 4    | 2     | Stewart McSweyn               | Australie       | 13:20.58 | Q     |
| 5    | 2     | Nicholas Kimeli               | Kenya           | 13:20.82 | Q     |
| 6    | 2     | Isaac Kimeli                  | Belgique        | 13:20.99 | q     |
| 7    | 2     | Henrik Ingebrigtsen           | Norvège         | 13:21.22 | q     |
| 8    | 2     | Hassan Mead                   | États-Unis      | 13:22.11 | q, SB |
| 9    | 1     | Selemon Barega                | Éthiopie        | 13:24.69 | Q     |
| 10   | 1     | Jacob Krop                    | Kenya           | 13:24.94 | Q     |
| 11   | 1     | Muktar Edris                  | Éthiopie        | 13:25.00 | Q, SB |
| 12   | 1     | Jakob Ingebrigtsen            | Norvège         | 13:25.20 | Q     |
| 13   | 1     | Mohammed Ahmed                | Canada          | 13:25.35 | Q     |
| 14   | 1     | Birhanu Balew                 | Bahreïn         | 13:25.70 | q     |
| 15   | 2     | Justyn Knight                 | Canada          | 13:25.95 | q     |
| 16   | 1     | Andrew Butchart               | Royaume-Uni     | 13:26.46 |       |
| 17   | 1     | Morgan McDonald               | Australie       | 13:26.80 |       |
| 18   | 2     | Stephen Kissa                 | Ouganda         | 13:27.36 |       |
| 19   | 1     | Ben True                      | États-Unis      | 13:27.39 |       |
| 20   | 1     | Patrick Tiernan               | Australie       | 13:28.42 |       |
| 21   | 1     | Yemaneberhan Crippa           | Italie          | 13:29.08 |       |
| 22   | 2     | Bouh Ibrahim                  | Djibouti        | 13:36.39 |       |
| 23   | 2     | Ben Connor                    | Royaume-Uni     | 13:36.92 |       |
| 24   | 2     | Sam Parsons                   | Allemagne       | 13:38.53 |       |
| 25   | 1     | Julien Wanders                | Suisse          | 13:38.95 |       |
| 26   | 1     | Robin Hendrix                 | Belgique        | 13:39.69 |       |
| 27   | 2     | Abadi Hadis                   | Éthiopie        | 13:42.89 |       |
| 28   | 1     | Oscar Chelimo                 | Ouganda         | 13:42.94 |       |
| 29   | 1     | Marc Scott                    | Royaume-Uni     | 13:47.12 |       |
| 30   | 1     | Richard Ringer                | Allemagne       | 13:49.20 |       |
| 31   | 2     | Soufiyan Bouqantar            | Maroc           | 14:03.16 |       |
| 32   | 1     | Jamal Abdelmaji Eisa Mohammed | Modèle:ART      | 14:15.32 |       |
| 33   | 1     | Tariq Ahmed Al-Amri           | Arabie saoudite | 14:21.19 |       |
| 34   | 2     | Tachlowini Gabriyesos         | Modèle:ART      | 14:28.11 |       |
| 35   | 1     | Braima Suncar Dabó            | Guinée-Bissau   | 18:10.87 | PB    |
| -    | 2     | Gerard Giraldo                | Colombie        | DNF      |       |
| -    | 2     | Said El Otmani                | Italie          |          | DNF   |
| -    | 2     | Viro Ma                       | Cambodge        |          | DNF   |
| -    | 1     | Jonathan Busby                | Aruba           |          | DSQ   |

## Légende
Records et Performances
- AR : Record continental (area record)
- CR : Record des championnats (championship record)
- MR : Record du meeting (meet record)
- NR : Record national (national record)
- OR : Record olympique (olympic record)
- PR : Record paralympique (paralympic record)
- PB : Record personnel (personal best)
- SB : Meilleure performance personnelle de la saison (season's best)
- WL : Meilleure performance mondiale de l'année (world leader)
- WJR : Record du monde junior (world junior record)
- WR : Record du monde (world record)

Circonstances et Conditions
- DNF : N'a pas terminé (did not finish)
- DNS : N'a pas pris le départ (did not start)
- DQ : Disqualification (disqualification)
- NM : Aucun essai valable enregistré (No Mark)
- Q : Qualifié « directement » au prochain tour (ou à la prochaine compétition), lors d'une compétition majeure, grâce au classement ou à la réalisation des minima (automatic qualifier)
- q : Qualifié au prochain tour (ou à la prochaine compétition), lors d'une compétition majeure, grâce au repêchage ou à la réalisation de l'une des meilleures performances parmi celles des « non qualifiés directement » (grâce au meilleur temps ou à la meilleure distance par exemple) (secondary qualifier)